# مثالية بريطانية
المثالية البريطانية، وهي فرع من المثالية المطلقة، كانت حركة فلسفية مؤثرة في بريطانيا من منتصف القرن التاسع عشر إلى أوائل القرن العشرين. كان من أبرز روادها ت. هـ. غرين (1836-1882)، ف. هـ. برادلي (1846-1924)، وبرنارد بوسانكيه (1848-1923). وخلفهم الجيل الثاني من ج. هـ. مويرهيد (1855-1940)، ج. م. إ. ماكتاغارت (1866-1925)، هـ. هـ. يواكيم (1868-1938)، أ. هـ. تايلور (1869-1945)، و ر. ج. كولينجوود (1889-1943). أما آخر الشخصيات البارزة في هذا التيار فكان ج. ر. ج. مور (1893-1979). لقد أثارت عقائد المثالية البريطانية المبكرة فيلسوفين كامبريدج الشابين جي. إي. مور وبرتراند راسل إلى درجة أنهما بدآ تقليدًا فلسفيًا جديدًا، الفلسفة التحليلية.